# Allee-effekten
Allee-effekten är ett biologiskt fenomen som visar korrelationen mellan populationens storlek eller densitet beroende på individernas fitness. Många omvärldsfaktorer som rädsla, tillgången på föda och antal artfränder i ett begränsat område kan påverka en individs genomsnittliga fitness, vilket även påverkar populationens tillväxt. Fenomenet är ett ganska centralt ämne inom populationsekologi. 

## Historik
Allee-effekten beskrevs för första gången 1930 av den amerikanska ekologen Warder Clyde Allee, som utförde experimentella studier på guldfiskar. Allee kunde visa att ju fler guldfiskar ett akvarium innehöll, desto större blev guldfiskarnas överlevnadsgrad. Allee kunde efter ett antal försök dra slutsatsen att sociala djur som guldfiskar, som lever i stim gynnas av ett stort individantal i en population. Större populationer minskar djurens stress och ger dem en bättre hälsa och fitness. Ökad fitness leder i sin tur till fler avkommor med bättre hälsa och en ökad populationstillväxt.
Det var först på 1950-talet som man gav sambandet ett namn: “Allee-principen”. Under 50-talet lades mycket vikt på forskning och studier av inom- och mellanartskonkurrens inom ekologin. Arter behöver konkurrera med artfränder i en viss utsträckning om föda och livsutrymme. Konkurrens är särskilt vanligt i större populationer. Mellanartskonkurrens kan antingen handla om två olika arter herbivorer som livnär sig av samma sorts föda och lever i samma område, men även om konkurrens mellan rovdjur och byte. Arters evolution, sociala struktur och faktorer i deras omgivning är avgörande för populationers överlevnad.

## Definition och Allee-effektens styrka
Den allmänt accepterade definitionen av Allee-effekten är den positiva korrelationen mellan populationsdensitet och individuell fitness. Men det finns flera subkategorier av denna ekologiska term: stark eller svag Allee-effekt.

Allee-effektens olika styrkor visar hur starka en populations överlevnadschanser är. Om populationen upplever en stark Allee-effekt är den den mer utsatt för stress och riskerar att dö ut lättare än en population som upplever en svag Allee-effekt. Om ingen Allee-effekt förekommer i populationen inte riskera utdöende såvida den inte överskrider K-värdet, ekosystemets bärförmåga.

Ofta visualiseras Allee-effekt i ett diagram med en x- och y-axel, där ekosystemets bärförmåga för att hysa populationen betecknas med K.  
Den starka Allee-effekten innebär att en population når en undre gräns för vad den klarar av och med största sannolikhet kommer att dö ut. De individer som ingår i den specifika populationen kommer att uppleva både stress och möjligen inavelsdepression som resultat av populationens minskning.
En svag Allee-effekt innebär istället att utdöendetakten för en population saktas ned något jämfört med om populationen hade upplevt en stark Allee-effekt. Det finns ingen kritisk populationsdensitet. Populationer som upplever en svag Allee-effekt löper risk för utrotning om gränsen för K överskrids, men populationen i fråga riskerar inte att utrotas i samma omfattning som om den skulle uppleva en stark Allee-effekt. En population som utsätts för en svag Allee-effekt klarar alltså sig generellt bättre och är mer förskonad från stress och inavelsdepression.

## Orsaker
Många olika orsaker kan ligga bakom en Allee-effekt, och flera faktorer kan påverka populationens förutsättningar att överleva. Allee-effekt kan bland annat bero på ekologiska orsaker; konkurrens om föda och en partner torde vara de två mest påtagliga orsakerna i detta sammanhang. Ekologiska faktorer bakom Allee-effekten beror ofta på andra orsaker som påverkar populationens utdöendetakt. Närvaron av ett rovdjur påverkar beteendet hos bytesdjur. Ju fler rovdjur, desto mindre tid kommer bytesdjuren ägna åt födosök och det påverkar deras hälsa och överlevnadschanser.
De enskilda individernas genotyp är också bidragande orsaker till både individens och dess avkommas fitness. Genetiska faktorer kan påverka en population positivt eller negativt beroende på genotypens egenskaper och den spridning den får i populationen. Ärftliga sjukdomar har effekt på individuell fitness och löper risk att spridas vidare inom populationen om den drabbade individens avkomma överlever och ärver den specifika genotypen.
En tredje kategori är mänsklig påverkan av livsmiljöer och födotillgång. Populationer kan dö ut på grund av stress som orsakas av att deras levnadsutrymme minskar om människan exploaterar naturliga habitat. Flera faktorer kan även samspela i att minska eller utrota populationer. En gemensam faktor för alla de ovannämnda faktorerna är att de påverkar den enskilda individens fitness negativt, vilket innebär en ökad risk för individen att dö och en minskning av antal individer i den population den ingår i.
Små populationer har en generellt sämre förutsättning att överleva. Predatorer i omgivningen spelar roll. Ett bytesdjur som känner lukten av en predator kommer bli väldigt stressat. Ett exempel på hur stress påverkar en population var en studie som utfördes på tvättbjörnar på öar utanför Vancouver, Kanada. Tvättbjörnarna hade inga fiender och gott om levnadsutrymme. Däremot visade de rädsla för de tamhundar som då och då i sällskap med människor besökte området. En högtalare spelade därför upp hundskall hela tiden och det påverkade tvättbjörnarnas födosök. Tiden som djuren ägnade åt att leta föda minskade med 66 % och det hade även konsekvenser för hela näringskedjan. När tvättbjörnarna inte längre letade efter krabbor eller medelstora fiskar vid tidvattenzonen ökade krabbpopulationen och krabbornas bytesdjur fick mycket svårare att överleva.

## Matematiska modeller
Allee-effekten kan också beskrivas matematiskt. Ju mindre populationsstorleken är, desto starkare blir Allee-effekten. Orsakerna är att individerna i en mindre population är mer utsatt för inavelsdepression och mer utsatt för predatorer och stressande omvärldsfaktorer. En simpel matematisk modell av fenomenet är ekvationen för exponentiell tillväxt:

{\displaystyle {\frac {dN}{dt}}=rN\left({\frac {N}{A}}-1\right)\left(1-{\frac {N}{K}}\right)}
där populationens tillväxttakt är negativ om 0 < N < A och positiv om A < N < K (förutsatt att 0 < A < K). Ekvationen härrör från den logistiska tillväxtfunktionen:  
{\displaystyle {\frac {dN}{dt}}=rN\left(1-{\frac {N}{K}}\right)} där

N = populationsstorleken; 
r = populationens egentliga utökningsgrad; 
K = bärförmågan; 
A = kritiska värdet; och 
dN/dt = ökningsgraden i populationen  
Om man dividerar båda sidorna av den logistiska tillväxtfunktionen med N, erhålls populationens tillökning per capita. Ekvationen nedan betecknar en tid-rum analys av populationstillväxten i populationen N:   
{\displaystyle {\frac {\partial N}{\partial t}}=D{\frac {\partial ^{2}N}{\partial x^{2}}}+rN\left({\frac {N}{A}}-1\right)\left(1-{\frac {N}{K}}\right),} där

D = diffusionskoefficienten; och
{\displaystyle {\frac {\partial ^{2}}{\partial x^{2}}}} = en-dimensionell Laplaceoperator

### Fotnoter
1. ↑  Allee, W. C.; Bowen, Edith S. (1932). ”Studies in animal aggregations: Mass protection against colloidal silver among goldfishes” (på engelska). Journal of Experimental Zoology 61 (2):  sid. 185–207. doi:10.1002/jez.1400610202. ISSN 1097-010X. https://onlinelibrary.wiley.com/doi/abs/10.1002/jez.1400610202. Läst 28 september 2020.
2. 1 2  ”Allee Effect - an overview | ScienceDirect Topics”. www.sciencedirect.com. https://www.sciencedirect.com/topics/earth-and-planetary-sciences/allee-effect. Läst 28 september 2020.
3. 1 2 3  Kanarek, Andrew R; Webb, Colleen T (2010-3). ”Allee effects, adaptive evolution, and invasion success”. Evolutionary Applications 3 (2):  sid. 122–135. doi:10.1111/j.1752-4571.2009.00112.x. ISSN 1752-4571. PMID 25567913. PMC: 3352477. https://www.ncbi.nlm.nih.gov/pmc/articles/PMC3352477/. Läst 28 september 2020.
4. 1 2 3 4  ”Allee-Effekt – Biologie” (på tyska). www.biologie-seite.de. https://www.biologie-seite.de/Biologie/Allee-Effekt. Läst 28 september 2020.
5. ↑  Johansson/TT (31 juli 2017). ”Rädsla kan utplåna djurarter”. SVT Nyheter. https://www.svt.se/nyheter/vetenskap/radsla-kan-utplana-djurarter. Läst 28 september 2020.